# Полісся (Чернігівський район)
Полі́сся — село в Україні, у Городнянській міській громаді Чернігівського району Чернігівської області. Населення становить 334 осіб. До 2017 року орган місцевого самоврядування — Поліська сільська рада.

## Історія
Село засноване 1626 року.
12 червня 2020 року, відповідно до розпорядження Кабінету Міністрів України № 730-р від «Про визначення адміністративних центрів та затвердження територій територіальних громад Чернігівської області», село увійшло до складу Городнянської міської громади.
19 липня 2020 року, в результаті адміністративно-територіальної реформи та ліквідації Городнянського району, село увійшло до складу Чернігівського району.

## Населення

### Мова
Розподіл населення за рідною мовою за даними перепису 2001 року:
| Мова            | Кількість | Відсоток |
| --------------- | --------- | -------- |
| українська      | 324       | 97.0%    |
| російська       | 7         | 2.1%     |
| білоруська      | 1         | 0.3%     |
| ромська         | 1         | 0.3%     |
| інші/не вказали | 1         | 0.3%     |
| Усього          | 334       | 100%     |